# Gaius Iulius Alexander Berenicianus
Gaius Iulius Alexander Berenicianus war ein römischer Senator des frühen 2. Jahrhunderts.
Berenicianus’ Name deutet auf eine mögliche Verbindung zum Königshaus der Herodianer hin, insbesondere durch den Beinamen Berenicianus, der in der Nachkommenschaft Herodes des Großen vorkommt.
Er war Suffektkonsul im Jahr 116. Später diente er als Prokonsul von Asia. Sein Prokonsulat lässt sich auf das Jahr 131/132 oder 132/133 datieren, basierend auf epigraphischen Zeugnissen. Eine Inschrift aus Ephesos, dem Amtssitz des Berenicianus als Prokonsul Asias, erwähnt zudem die Metropole, die bereits mit der zweiten Neokorie für Kaiserin Sabina ausgezeichnet war.
Im Partherkrieg Kaiser Trajans wird ein Iulius Alexander als hypostrategos (Unterbefehlshaber) 
erwähnt, der zusammen mit Sextus Erucius Clarus die Stadt Seleukeia eroberte. Es ist wahrscheinlich, dass dieser Iulius Alexander mit Berenicianus identisch ist, was seine militärische Bedeutung unterstreicht. Trajan könnte ihn aufgrund seiner orientalischen Herkunft gezielt als Heerführer eingesetzt haben.